# گوردون لیون
گوردون لیون (به انگلیسی: Gordon Lyon) (همچنین شناخته شده با نام مستعار فئودور واسکوویچ) یک مخصص امنیت شبکه، برنامه‌نویس نرم‌افزار متن‌باز، نویسنده و یک هکر است. او پویشگر امنیتی ان‌مپ و بسیاری کتاب‌ها، وب‌سایت‌ها و مقالات فنی زیادی راجع به امنیت شبکه نوشته است. لیون از بنیان‌گذاران پروژه هانی‌پات و معاون رئیس حرفه‌ای‌های رایانه برای مسئولیت اجتماعی است. او از اواسط دهه ۱۹۹۰ میلادی در جامعه امنیت شبکه فعال است و نام مستعار او، فئودور، از یک نویسنده روسی به نام فئودور داستایوفسکی آمده است. او بیشتر به زبان سی، سی++ و پرل برنامه‌نویسی می‌کند و هم‌اکنون در پالو آلتو، کالیفرنیا ساکن است. او تا کنون در کنفرانس‌های زیادی ار جمله فوزدم، دف‌کان و غیره به سخنرانی پرداخته است.

## وب‌سایت‌ها
او چند وبسایت در زمینه امنیت شبکه نگه‌داری می‌کند:
- nmap.org - دربرگیرنده مستندات برنامه ان‌مپ و همچنین خود این نرم‌افزار است.
- sectools.org - دربرگیرنده ۱۰۰ ابزار برتر در امنیت شبکه
- seclists.org آرشیوی از رایج‌ترین لیست‌های پستی مرتبط با امنیت
- insecure.org - وب‌سایت اصلی او، ارائه‌دهنده بروزرسانی‌ها و اخبار امنیتی، آرشیو اکسپلویت و دیگر چیزها